# Nawuris
Els nawuris són els membres d'un grup ètnic guang que viuen a les regions Volta i Septentrional a la riba del riu Oti a Ghana. Els nawuris tenen com a llengua materna el nawuri. Hi ha entre 14.000 i 19.000 nawuris. El seu codi ètnic és NAB59a i el seu ID és 13261.

## Situació territorial i pobles veïns
El nawuri es parla a les regions Volta i Septentrional, al nord del llac Volta al nord-est de Katiajeli, a l'oest del riu Oti.
Segons el mapa lingüístic de Ghana de l'ethnologue, el territori nawuri està situat a les dues ribes del riu Oti, una mica al nord d'on aquest desemboca al llac Volta. Dins del territori nawuri hi ha un petit territori en el que hi viuen els chales. A l'oest dels nawuris hi viuen els chumburungs i els gonja, al nord hi viuen els dagbanis, a l'est hi viuen els gikyodes i al sud hi viuen els kraches.
Els nawuris tenen dotze aldees al voltant del seu poblat principal: Kpandai que està situat a l'extrem oriental del districte de Salaga. Està a uns 70 km al nord de Kete Krachi.

## Etnologia
Els infants són marcats amb marques tribals per les seves mares als sis mesos d'edat. El nom se'ls hi dona quan tenen entre 6 i 8 mesos, normalment per part dels seus avis i àvies. Quan tenen 15 anys els nois i les noies fan una cerimònia d'iniciació.

## Economia
Els nawuris són principalment agricultors. També són caçadors, que era la seva ocupació tradicional. Els seus principals cultius són el nyam, la cassava, el corn de guinea, el blat de moro i el mill. Fabriquen cistells, eines, ceràmica i instruments de percussió.

## Llengua
La llengua materna dels nawuris és el nawuri. A més a més també parlen l'anglès.

## Religió i creences
Segons les seves creences tradicionals, pensen que la malaltia és deguda a haver ofès a un avantpassat. Si l'endeví pot esbrinar quin és l'avantpassat que ha rebut l'ofensa i prescriu els sacrificis pertinents es pot curar.
El 1944 la missió WEC va introduir el cristianisme a la regió.
Tres quartes parts dels nawuris són islàmics, el 15% creuen en religions africanes tradicionals i el 10% són cristians. El 40% dels nawuris cristians són catòlics, el 30% són protestants i el 30% pertanyen a esglésies independents. Segons la versió ampliada de la fitxa dels nawuris al joshuaproject, el 57% es consideren cristians.